# 初月 (駆逐艦)
初月（はつづき）は、日本海軍の駆逐艦。秋月型駆逐艦の4番艦である。艦名は新月の意、特に陰暦8月の初めの月を意味する。

## 概要
日本海軍が太平洋戦争で運用した秋月型駆逐艦の4番艦。
1941年（昭和16年）7月末から1942年（昭和17年）12月末にかけて、舞鶴海軍工廠で建造された。
竣工後の1943年（昭和18年）1月15日、第十戦隊麾下の第61駆逐隊に編入される。姉妹艦「若月」「秋月」と共に、中部太平洋方面や南東方面における艦隊の護衛・各地への輸送任務に従事した。
1944年（昭和19年）1月16日、特設巡洋艦「赤城丸」を護衛していた61駆（涼月、初月）は豊後水道沖合で米潜水艦に襲撃され、被雷した「涼月」が大破（船体切断、駆逐隊司令戦死）。「初月」や応援部隊は「涼月」を曳航し、呉まで送り届けた。以後、第十戦隊（軽巡「矢矧」、第4駆逐隊、第10駆逐隊、第17駆逐隊、第61駆逐隊）は輸送任務や小沢機動部隊の護衛任務に従事する。同年6月末のマリアナ沖海戦における第17駆逐隊と秋月型4隻（初月、若月、秋月、霜月）は第一航空戦隊（大鳳、翔鶴、瑞鶴）の直衛となった。
マリアナ沖海戦の大敗後、日本本土に戻った秋月型各艦は主に内海西部で訓練に従事した。7月下旬、空母「瑞鳳」の護衛部隊（初月、秋月、山雲、野分）として小笠原諸島方面を行動した（スカベンジャー作戦）。
10月下旬、捷一号作戦において、健在の秋月型4隻（初月、若月、秋月、霜月）は小沢機動部隊に所属して囮部隊となる（レイテ沖海戦・エンガノ岬沖海戦）。10月25日の空襲で空母「瑞鶴」（第三航空戦隊）が沈没すると、「初月」は同艦乗組員を救助。さらに他の沈没艦や損傷艦を救援中、追撃してきたデュボース提督指揮下の米軍水上艦艇部隊と交戦。軽巡「五十鈴」等を逃がすため「初月」は単艦で米艦隊と交戦、集中砲撃を受けて撃沈された。

## 艦歴

### 竣工まで
1939年（昭和14年）度（④計画）仮称第107号艦。当初は昭和16年6月に起工し、1943年（昭和18年）5月に竣工というスケジュールが立てられていた。また戦争直前（昭和16年9月12日）に内示された『昭和17年度海軍戦時編制』によれば、秋月型3隻（秋月、照月、初月）で第25駆逐隊を編制する予定で、第25駆逐隊は空母「鳳翔」および特設航空母艦2隻と『第七航空戦隊』を編制予定であった。だが、この編制を実現する前に太平洋戦争が勃発したため、秋月型3隻（秋月、照月、初月）が第七航空戦隊として実戦に参加する事はなかった。
「初月」は1941年（昭和16年）7月25日、舞鶴海軍工廠で起工。
1942年（昭和17年）3月1日、給油艦「足摺」等と共に命名。同日附で秋月型駆逐艦に類別された。4月3日に進水。
10月20日、日本海軍は駆逐艦「雪風」初代駆逐艦長等を歴任した田口正一中佐を「初月」艤装員長に任命した。翌日、舞鶴工廠に艤装員事務所を設置。12月15日、田口艤装員長は正式に「初月」駆逐艦長（初代）となる。
「初月」は12月29日に竣工した。同日附で秋月型2隻（涼月、初月）、夕雲型駆逐艦「大波」は警備駆逐艦に定められる。「涼月」「初月」は横須賀鎮守府籍とされた。

### 昭和18年の行動
1943年（昭和18年）1月7日、「初月」は追加の特急工事を終えて舞鶴を出発した。
1月15日付で第三艦隊（小沢治三郎中将）に編入され、第十戦隊第61駆逐隊（駆逐隊司令則満宰次大佐）に配属された。第61駆逐隊は秋月型2隻（秋月、照月）で編成されていたが、「照月」は前年12月12日に第二水雷戦隊旗艦としてガダルカナル島輸送作戦従事中に沈没しており、「初月」編入と同日附で第61駆逐隊から除籍されている。第61駆逐隊は秋月型3隻（秋月、涼月、初月）で編制されることになった。
横須賀への回航の途中の1月16日未明、「初月」は潮岬沖で浮上していたアメリカ潜水艦「ハダック (USS Haddock, SS-231) 」を発見するも逃げられた。田口艦長が砲撃を命ずる直前に、「ハダック」は潜水してしまったという。
2月3日、第61駆逐隊司令は則満大佐から大江覧治大佐に交代した。
2月19日、第61駆逐隊（涼月、初月）はトラック泊地から佐世保へ回航中の艦隊（指揮官：第三戦隊司令官栗田健男中将、戦艦〈金剛、榛名〉、水上機母艦〈日進〉、重巡〈利根〉、駆逐艦〈時雨〉）を出迎えた。初月は3月まで本州近海で行動。3月9日、関門海峡で触底事故を起こして呉海軍工廠で修理が行われた。
3月21 - 22日、駆逐艦4隻（第61駆逐隊〈涼月、初月〉、第15駆逐隊〈陽炎〉、第27駆逐隊〈夕暮〉）は、第二航空戦隊（司令官角田覚治中将）の空母2隻（隼鷹、飛鷹）、第八戦隊（司令官岸福治少将）の重巡洋艦2隻（利根、筑摩）を護衛して瀬戸内海を出撃し、3月27 - 28日にトラック諸島に到着。
この頃、日本海軍はソロモン諸島・ニューギニア方面への航空攻勢作戦である「い号作戦」の計画を進めていた。同作戦実施に際し、パイロットはもちろんのこと、整備員など航空要員をラバウルに輸送する必要があった。4月1日にカビエン（ニューアイルランド島）に進出。4月3日、同泊地で重巡洋艦「青葉」が夜間空襲を受け大破、擱座した。「初月」は炎上する「青葉」の援護をおこなった。
5月12日、連合軍はアリューシャン列島のアッツ島に上陸を敢行、アッツ島の戦いが始まった。連合艦隊は主戦力を東京湾に集結し北方作戦に備えることを決定する。前連合艦隊長官山本五十六大将（元帥）の遺骨（4月18日海軍甲事件で戦死）内地帰還を兼ねて、戦艦「武蔵」（連合艦隊司令長官古賀峯一大将座乗）がトラック泊地より内地へ帰ることになる。
5月17日、駆逐艦5隻（第24駆逐隊〈海風〉、第27駆逐隊〈有明、時雨〉、第61駆逐隊〈初月、涼月〉）は戦艦3隻（武蔵、金剛、榛名）、空母「飛鷹」、重巡2隻（利根、筑摩）を護衛してトラック泊地を出発。5月22日、横須賀帰着（武蔵のみ木更津冲入泊）。
5月29日、アッツ島の日本軍守備隊玉砕によりアッツ島の戦いは終わる。秋月型3隻（涼月、初月、新月）と第27駆逐隊（時雨、有明、夕暮）は、第一航空戦隊（瑞鶴、翔鶴、瑞鳳）と巡洋艦2隻（最上、大淀）を護衛して内海西部に移動した。

6月30日、内地回航中に船体断裂に見舞われた「秋月」は長期修理を余儀なくされて第61駆逐隊から除籍（7月5日長崎到着）、同隊は秋月型2隻（涼月、初月）となった。
7月8日 - 9日、南海第四守備隊（守備隊長道下義行陸軍大佐）を各艦に便乗させた小沢機動部隊は日本本土を出発した。暗号解読や僚艦からの通報により、米潜水艦「ティノサ (USS Tinosa, SS-283) 」と「ポーギー (USS Pogy, SS-266) 」がトラック諸島近海で小沢機動部隊を待ち伏せていた。「ティノサ」は距離3,500 mで魚雷4本を発射するが回避され、小沢艦隊は被害なくトラック泊地に到着した。
トラック着後、第61駆逐隊は機動部隊第一部隊の指揮下に入った。
7月17日、大本営は南海第四守備隊の南東方面転用（第17軍の戦闘序列編入）を発令する。
7月19日、第61駆逐隊（涼月、初月）は第八戦隊（利根、筑摩）、第十戦隊旗艦「阿賀野」、巡洋艦2隻（最上、大淀）、第4駆逐隊（嵐、萩風）、第17駆逐隊（磯風）と共にトラックを出撃。
ラバウル到着後、61駆（涼月、初月）は十戦隊から分離、南海第四守備隊を載せて7月22日ブカ島に到着する。輸送任務を成功させ（南海第四守備隊はブーゲンビル島へ進出）、ラバウルに残った第4駆逐隊（萩風、嵐）以外の各艦は26日にトラック泊地へ戻った。
8月8日、駆逐艦3隻（涼月、初月、磯風）は第五戦隊（妙高、羽黒）を護衛してラバウルに到着、南海守備隊第三次進出隊を揚陸した。
8月15日、第61駆逐隊に秋月型6番艦「若月」が編入され、同隊は秋月型3隻編制（涼月、初月、若月）となった。
10月27日、第61駆逐隊（初月、涼月）は第四艦隊旗艦「鹿島」を護衛して10月30日にクェゼリン環礁へ到着した。
10月31日、修理を終えた「秋月」が第61駆逐隊に復帰、同隊はようやく秋月型4隻（涼月、初月、若月、秋月）編制となった。
11月10日、ラバウルからトラックに向かっていた輸送船団がアメリカ潜水艦「スキャンプ (USS Scamp, SS-277) 」の攻撃を受け、輸送船「東京丸」（摂津商船、6,484トン）が沈没の危機に瀕したとの報を受け、第61駆逐隊（初月、涼月）はトラックを出撃。現場に到着して東京丸の援護にあたった。11月12日8時10分、「初月」は「東京丸」の曳航を開始する。しかし、12時10分、「東京丸」の右舷への傾斜が著しくなったため曳航を断念し曳航索を切断。第61駆逐隊と僚船「御嶽山丸」（鏑木汽船、4,441総トン）が見守る中、14時55分に「東京丸」は沈没した。「初月」は「東京丸」援護を終えて間もなく同日朝に「スキャンプ」の襲撃を受けて行動不能に陥った「阿賀野」の救援に駆けつけた。「阿賀野」は護衛についていた駆逐艦「浦風」と駆けつけた「初月」、さらにトラック泊地や第二水雷戦隊から派遣された各艦の計8隻に護衛されてトラック泊地に到着した。
11月20日、クェゼリン環礁、エニウェトク環礁への緊急輸送作戦「丙作戦」に参加してトラックを出撃。

12月7日、重巡「筑摩」艦長指揮のもと、61駆（涼月、初月）は「瑞鶴」と「筑摩」を護衛してトラックを出港し、12月12日に呉に到着。第61駆逐隊は再び分散した。
12月12日、第61駆逐隊司令は大江大佐から泊満義大佐に交代した。
修理後の12月23日、第61駆逐隊（初月、涼月）はウェーク島に送られる独立混成第5連隊と戦車第16連隊主力を乗せた特設巡洋艦「赤城丸」（日本郵船、7,389トン）を護衛して呉を出撃し（宇品出港は12月24日）、1944年（昭和19年）1月1日にウェーク島に到着した。
第一回輸送を終えて呉に帰投し、今度は砲兵大隊・工兵隊・衛生隊を「赤城丸」に乗せた第二次輸送部隊となり、1月15日に瀬戸内海を出撃する。だが1月16日に豊後水道で「涼月」がアメリカ潜水艦「スタージョン (USS Sturgeon, SS-187) 」の雷撃で大破して泊司令と涼月艦長は戦死、便乗中の陸軍将兵も多数戦死、輸送作戦は一旦中止された。「涼月」を宿毛湾まで曳航の後、日を改めて「赤城丸」を横須賀まで護衛した。駆逐艦3隻（白露、満潮、雷）は同艦以下3隻（赤城丸、靖国丸、愛国丸）を護衛してウェークに向かうが「靖国丸」を撃沈され、2月1日にトラック泊地へ到着した。部隊の一部は水上機母艦「秋津洲」によってポナペ島へ輸送された。

### 昭和19年の行動
1944年（昭和19年）2月6日、第61駆逐隊（初月、若月）は巡洋艦2隻（矢矧、筑摩）・空母2隻（翔鶴、瑞鶴）を護衛して洲本沖を出撃し2月13日に昭南（シンガポール）に到着後、リンガ泊地に回航されて訓練に入った。3月15日、「若月」とともに日本向けの輸送物件を搭載して昭南を出港し、3月21日に呉に到着。
「涼月」被雷時に戦死した泊大佐の後任として、3月20日附で天野重隆大佐（前職第10駆逐隊司令）が第61駆逐隊司令に任命される。
第61駆逐隊はリンガ泊地に向かう新鋭空母「大鳳」の護衛のため3月28日に瀬戸内海を出撃し、4月4日に昭南に到着した。リンガ泊地では対潜掃討と空母発着艦訓練警戒艦を務める。5月11日、あ号作戦準備発令に伴って機動部隊を護衛してリンガ泊地を出撃し、5月15日にタウィタウィに到着して湾外での対潜掃討に従事する。
6月13日、あ号作戦決戦用意発動に呼応して第一機動艦隊（小沢治三郎中将）はタウィタウィを出撃。6月19日のマリアナ沖海戦第一日目、「初月」は小沢司令長官直率の甲部隊に所属し、「大鳳」の視界内（左舷後方1,500 m）にて直衛を務め、同艦が米潜水艦「アルバコア (USS Albacore, SS-218) 」に雷撃されると、敵潜水艦の制圧に従事して主隊と分離した。空母2隻（大鳳、翔鶴）沈没後、「初月」は第17駆逐隊（磯風、浦風）や第61駆逐隊僚艦と協力し、沈没艦の乗員救助にあたった。
海戦第二日目の6月20日、「初月」は「瑞鶴」の左方に位置し、午後からのアメリカ第58任務部隊（マーク・ミッチャー中将）の艦載機による空襲に対して10センチ砲弾189発、機銃弾3,030発を撃った。海戦に敗れ、6月22日に中城湾に寄港の後、6月24日に瀬戸内海に帰投した。田口駆逐艦長の回想によれば、中城湾で「初月」は「瑞鶴」に横付を命じられ、駆逐艦から空母へ燃料を給油する事になったという。呉海軍工廠で整備を実施。
7月23日、第三航空戦隊（空母「瑞鳳」）と護衛駆逐艦4隻（初月、秋月、山雲、野分）は連合艦隊から海上護衛隊に派出され、南方諸島強化の為の輸送作戦に協力することになった。
7月25日、第61駆逐隊（初月、秋月）は瀬戸内海を出港し、横須賀に向かう。
7月30日、5隻（瑞鳳、初月、秋月、山雲、野分）は横須賀を出撃、父島行輸送船団の間接護衛にあたる。対潜哨戒を実施したのち、横須賀に帰投（瑞鳳8月2日横須賀着、8月3日呉着）。内海西部に移動後、佐世保海軍工廠で修理を行った。なお輸送船団と小笠原諸島は8月4日から5日にかけてアメリカ軍機動部隊に襲撃され、大損害を受けた。
本作戦中の8月1日附で田口大佐は「初月」駆逐艦長職を解かれ、6月8日に米潜水艦に撃沈された駆逐艦「風雲」駆逐艦長橋本金松中佐が「初月」二代目駆逐艦長に任命された。
修理後の8月25日、「初月」「秋月」「雪風」は油谷湾で対潜訓練を行った。

### レイテ沖海戦
10月17日、アメリカ軍がフィリピン、レイテ湾のスルアン島に上陸し、日本軍は捷一号作戦を発動した。この作戦は第三艦隊司令長官・小沢治三郎中将率いる第一機動艦隊が囮となって第38任務部隊（マーク・ミッチャー中将）をひきつけ、その隙に栗田健男中将率いる第二艦隊主力がレイテ湾に突入し、アメリカ軍の上陸部隊を撃破するというものであった。
10月20日、第61駆逐隊は第一機動艦隊の護衛艦として日本を出発し、10月23日にはエンガノ岬沖に進出した。10月24日午前11時45分、小沢機動部隊から攻撃隊58機（零戦30、爆弾装備零戦20、天山艦攻6、彗星2）が発進してアメリカ軍機動部隊攻撃に向かい、正規空母1隻撃沈、1隻撃破を報告した。実際の損害はほとんどない。また松型駆逐艦2隻（桐、杉）が燃料不足のため艦隊から離脱した。続いて小沢中将は航空戦艦2隻（伊勢、日向）、第61駆逐隊（初月、秋月、若月）、第41駆逐隊（霜月）に対し「南方に進出、好機に応じ残敵を攻撃すべし」と命じた。前衛部隊はアメリカ艦隊を求めて南下したが、小沢中将が午後10時30分に北方退避を命じたため、秋月型4隻も四航戦（伊勢、日向）に従って反転した。
10月25日午前7時、前衛部隊は小沢中将が指揮する機動部隊本隊と合流した。前衛艦隊は空母を中心とした輪形陣を組んだ。対空戦闘時の小沢機動部隊は第三航空戦隊の空母4隻（瑞鶴、瑞鳳、千歳、千代田）、第四航空戦隊の航空戦艦2隻（伊勢、日向）、軽巡洋艦3隻（多摩、五十鈴、大淀）、駆逐艦6隻（第61駆逐隊〈初月、秋月、若月〉、第41駆逐隊〈霜月〉、松型駆逐艦〈槇、桑〉）で編制され、さらに第一群（瑞鶴、瑞鳳、伊勢、大淀、多摩、初月、秋月、若月、桑）と、第二群（千歳、千代田、日向、五十鈴、霜月、槇）に分離していた。このあと、小沢機動部隊はエンガノ岬沖において第38任務部隊の艦載機による空襲を受ける（エンガノ岬沖海戦）。空襲により瑞鶴以下4隻（瑞鶴、瑞鳳、千歳、秋月）が沈没し、「多摩」が被雷して単独離脱、「千代田」が大破漂流状態となる。駆逐艦3隻（初月、若月、桑）は「瑞鶴」「瑞鳳」乗員救助にあたった。また被弾損傷した「槇」は北方へ離脱中、単艦で南下する「初月」と遭遇。「初月」は「我艦載内火艇収容の為引き返す」との手旗信号を送り、すれ違った。この後「初月」は軽巡「五十鈴」と共に救助作業を実施するが、突然砲撃を受ける。
「初月」らを砲撃したのは重巡洋艦「ウィチタ (USS Wichita, CA -45) 」「ニューオーリンズ (USS New Orleans, CA-32) 」、軽巡洋艦「サンタフェ (USS Santa Fe, CL-60) 」「モービル (USS Mobile, CL-63) 」と12隻の駆逐艦からなるローレンス・T・デュボース少将率いる巡洋艦部隊だった。「初月」は突然の砲撃を受けたものの、すぐさま煙幕を張って26ノットの速力でジグザグ航行を行い敵弾をかわしつつ「敵水上艦艇ト交戦中」と打電。「五十鈴」と「若月」もこれに続いて北方への脱出を図った。やがて「初月」は反撃態勢を整えて巡洋艦部隊に単独で突進し、巡洋艦部隊は魚雷発射を警戒して2度にわたる回避運動を行った。デュボース少将は駆逐艦で足止めを試みつつ、さらに砲撃を続けた。「初月」では火災が発生したが、速力20ノット前後で反撃を続けた。遭遇して約1時間後、彼我の距離が約5,400 mに縮まったところで、「サンタフェ」が照明弾を発射。これによって更なる集中砲火を受けることとなった。「徐々に又慎重に」砲火を浴びせ続けた結果、20時45分頃には「初月」は航行不能に陥る。駆逐艦「ポーターフィールド (USS Porterfield, DD-682) 」が止めを刺さんと接近しつつあったその時、アメリカ軍の記録では20時59分（56分とも）、爆発を起こして艦首から沈没していった。沈没地点は北緯20度24分 東経126度20分 / 北緯20.400度 東経126.333度と記録された。
「初月」の奮戦により、小沢中将率いる機動部隊の残存艦は脱出に成功した。
駆逐艦長橋本金松中佐以下290名が戦死、第61駆逐隊司令天野重隆大佐（戦死後、少将進級）、救助された「瑞鶴」の乗員もまた同じ運命を辿った。この時、救助中の「初月」の内火艇が取り残されて漂流、21日目に台湾に流れ着き「初月」乗員8名と「瑞鶴」乗員17名が生還している。
12月10日、「初月」は秋月型駆逐艦、帝国駆逐艦籍より除籍された。

## 歴代艦長
※『艦長たちの軍艦史』355-356頁による。

### 艤装員長
1. 田口正一 中佐：1942年10月20日[22] - 12月15日[24]

### 駆逐艦長
1. 田口正一 中佐：1942年12月15日[24] - 1944年8月1日[106]
2. 橋本金松 中佐：1944年 8月 1日[106] - 10月25日戦死（大佐進級）[133]

### 注
1. ↑  秋月型駆逐艦では当初装備されたのは水中探信儀のみで、水中聴音機は後日装備とされたらしい。装備時期は不明。[2][3]。
2. ↑  空母4隻：瑞鶴、翔鶴、瑞鳳、冲鷹
  - 水上機母艦「日進」
  - 重巡洋艦3隻：利根、筑摩、最上
  - 軽巡洋艦2隻：大淀、阿賀野）
  - 駆逐艦部隊
    - 第4駆逐隊：嵐、萩風
    - 第17駆逐隊：磯風
    - 第61駆逐隊：涼月、初月
    - 駆逐艦「玉波」
3. ↑  
トラック泊地より軽巡洋艦「長良」、駆逐艦「涼月」。第二水雷戦隊より軽巡「能代」、駆逐艦「藤波」「早波」が派遣された[75]。
4. ↑  
  - 第一航空戦隊：大鳳（旗艦）、翔鶴、瑞鶴
  - 第五戦隊：羽黒、妙高
  - 第十戦隊：旗艦「矢矧」
    - 第10駆逐隊：朝雲
    - 第17駆逐隊：磯風、浦風
    - 第61駆逐隊：初月、若月、秋月
    - 駆逐艦「霜月」
5. ↑  「多摩」は米潜水艦「ジャラオ」の雷撃で沈没。